# Eugène Rellum

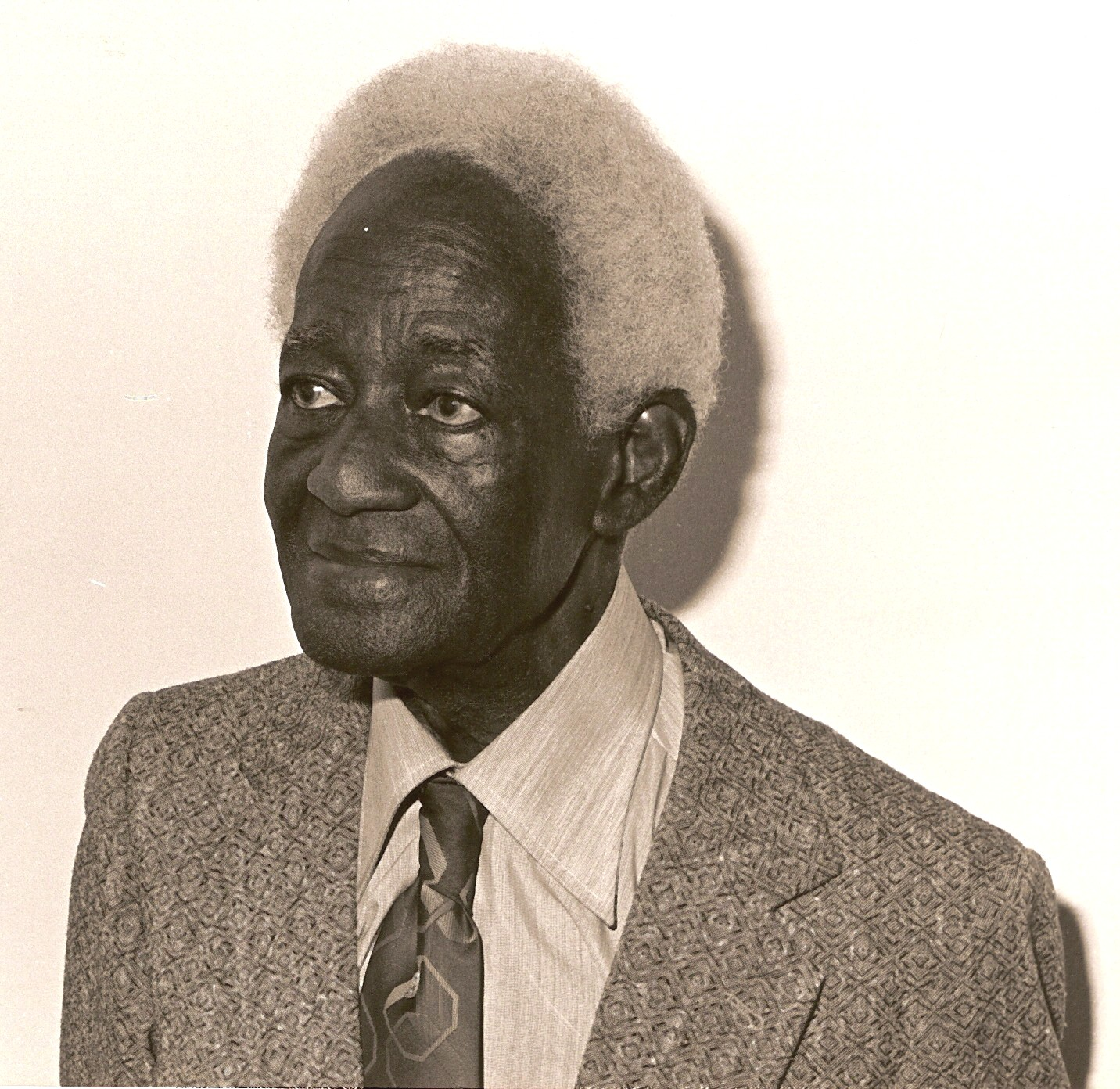
Eugène Rellum

Eugène Willem Eduard Rellum (Paramaribo, 10 februari 1896 - Amsterdam, 29 juli 1989) was een Surinaams dichter.
Hij was als landmeter, eerst werkzaam in Indonesië, later in Suriname. Nog later werkte hij als dansleraar in Amsterdam. Hij debuteerde met Moesoedé (Ochtendkrieken, 1960), de eerste in Suriname verschenen bundel in het Sranan. Zijn latere bundels zijn in Sranan en Nederlands: Kren/Klim (1961), Faja lobi (Vurige liefde, 1975), Gedichten (1973), met uitzondering van Oembra foe Sranan (Schaduw van Suriname, 1973) die weer geheel in het Sranan was.
Zijn poëzie wordt gekenmerkt door een sterk verwachtingsvolle toon. Ze is nationalistisch maar langs niet-nadrukkelijke weg. De observator is een peinzende die er soms blijk van geeft zijn inspiratie te vinden in het christendom. Niet alle gedichten zijn van gelijke kwaliteit, maar een aantal is gaaf.